# Wicked: Teil 2
Wicked: Teil 2 (englischer Originaltitel: Wicked: For Good) folgt auf Wicked als zweiter Film einer zweiteiligen durch Jon M. Chu inszenierten Filmadaption des Musicals Wicked – Die Hexen von Oz (2003) von Winnie Holzman, die auch zusammen mit Dana Fox das Drehbuch für den Film geschrieben hat, mit Musik und Liedern von Stephen Schwartz. Dieses basiert auf dem gleichnamigen Roman (1995) von Gregory Maguire, der sich wiederum auf Figuren des Kinderbuchs Zauberer von Oz (1900) und des gleichnamigen Films (1939) bezieht.
Nachdem Wicked, dem ersten Akt des Musicals entsprechend, eine Vorgeschichte von Elphaba der Bösen Hexe des Westens und Galinda der Guten, die in den Filmen von Cynthia Erivo und Ariana Grande gespielt werden, gezeigt hat, führt die Handlung in Wicked: For Good zu einer revisionistischen Umerzählung der Ereignisse des Zauberer von Oz.
Der Film ist für den 21. November 2025 angekündigt.

## Handlung
Nachdem Elphaba sich im Smaragdpalast von Glinda getrennt hat, wird durch die Propaganda erstere, während sie im Exil weiter für die Tiere eintritt, als Böse Hexe des Westens verteufelt und zweitere als Symbol des Guten idealisiert, um die Bürger zu beruhigen. Glinda lebt nun im Smaragdpalast und soll Fiyero, befördert zum Hauptmann der Palastwachen, heiraten. Indes versucht sie weiterhin, eine Versöhnung zwischen Elphaba und dem Zauberer zu erreichen; die Konsequenzen zahlen ihre Freunde Fiyero, Moq und Elphabas Schwester Nessarose, die nach dem Tod des Vaters neue Gouverneurin des Manschkinlands geworden ist. Die Bürger vereinen sich schließlich zu einem wütenden Mob gegen Elphaba, und ein Mädchen aus Kansas landet plötzlich in Oz.

## Musiknummern
Neben den Liedern aus dem zweiten Akt des Musicals soll der Film zwei neue Lieder enthalten.

## Produktion
Die Verfilmung des Musicals unter Regisseur Jon M. Chu wurde im Februar 2021 bekanntgegeben. Chu beschloss während der vorbereitenden Produktion im Frühjahr 2022, den Film auf zwei aufzuteilen. Chu erklärte, es sei unmöglich gewesen, die Handlung in einen Film unterzubringen, ohne ihr dabei durch das Streichen von Liedern oder Figuren zu schaden. Im Gegenzug ermögliche diese Entscheidung mit Ergänzungen der Geschichte mehr Tiefe zu geben. Die Aufteilung entspricht den zwei Akten des Musicals. Schwartz schrieb für die Filme zusätzliche neue Lieder, von denen er sagt, sie seien durch die Geschichte gefordert, die beide in dem zweiten Film untergebracht sind. Es handelt sich dabei um ein neues Lied für die Rolle Elphaba, an dem deren Schauspielerin Cynthia Erivo mitgeschrieben hat, und eines für Glinda, gesungen von Ariana Grande.
Beide Filme wurden zusammen als Gesamtprojekt produziert, wodurch sie dasselbe Personal und Besetzung aufweisen (siehe Stab und Besetzung). Dazu gehören Kamerafrau Alice Brooks und Editor Myron Kerstein, jahrelange Mitarbeiter Chus, als auch Kostümdesigner Paul Tazewell und Produktionsdesigner Nathan Crowley, die beide für Wicked einen Oscar gewonnen haben. Die Besetzung wird angeführt von Cynthia Erivo und Ariana Grande als die Hexen Elphaba und Glinda. Weitere Hauptdarsteller, die aus dem ersten Film zurückkehren, sind Jonathan Bailey als Love Interest beider Hexen, Jeff Goldblum und Michelle Yeoh als die Bösewichte, der Zauberer von Oz und Madame Akaber, sowie Ethan Slater und Marissa Bode als das Paar Moq und Nessarose, Elphabas Schwester.
Nach Proben ab August begannen die Dreharbeiten im späten November in den 2022 neu eröffneten Sky Studios im englischen Elstree. Der Gesang der Schauspieler wurde nicht vorab separat im Studio, sondern live während der Dreharbeiten am Set aufgenommen. Die Dreharbeiten wurden aufgrund des Streiks der amerikanischen Schauspielergewerkschaft SAG-AFTRA im Juli 2023 unterbrochen. Zu dem Zeitpunkt waren nach acht Monaten noch zehn Tage zu drehen übrig. Die Dreharbeiten wurden im Januar 2024 wieder aufgenommen und waren nach wenigen Tagen am 26. Januar abgeschlossen. Nach Veröffentlichung des ersten Films im November 2024 widmete Chu sich der Postproduktion für Wicked: For Good. Im Januar 2025 begann etwa Jeff Atmajian, die Orchestrierung zu schreiben; im Mai und Juni erfolgen die Aufnahmen mit dem Orchester in den AIR Studios, an denen sich die Tonmischung durch Greg Wells anschließt.

## Veröffentlichung und Marketing
Beide Filme wurden 2022 ursprünglich jeweils für den 25. Dezember 2024 und 2025 angekündigt. Im März und Juni 2023 wurden sie auf den 27. November 2024 und 26. November 2025 vorgezogen, jeweils der Vorabend zu Thanksgiving. Der zweite Film wurde ein weiteres Mal auf den 21. November 2025 verschoben. Er erhielt im Dezember 2024 anstelle des Zusatz „Part Two“ (Teil 2) den Beititel „For Good“ nach dem finalen Lied aus dem zweiten Akt des Musicals. Im Deutschen wurde, wie Mitte Mai 2025 enthüllt, als Beititel wiederum doch „Teil 2“ gewählt.
Der Trailer des Films wurde Anfang April 2025 als Premiere exklusiv auf der CinemaCon in Las Vegas, einer Convention amerikanischer Kinobesitzer, gezeigt. Der amerikanischen Öffentlichkeit zugänglich wurde er erstmals im Rahmen einer erneuten Kinoaufführung des ersten Wicked-Films in den Vereinigten Staaten und Kanada am 4. Juni gezeigt. Direkt nach den gleichzeitig stattgefundenen Vorführungen wurde er auch auf YouTube in verschiedenen Sprachfassungen, darunter deutsch, veröffentlicht. Der Trailer erreichte auf YouTube innerhalb 24 Stunden 113 Millionen Views.
Mitte Mai 2025 wurde ein im November stattfindendes Musik-Event angekündigt, bei dem Cynthia Erivo und Ariana Grande im Peacock Theater Lieder des ersten Teils singen werden. Es soll am 6. November live auf NBC ausgestrahlt und am folgenden Tag auf Peacock veröffentlicht werden.